# Nordheim am Main
Nordheim am Main település Németországban, azon belül Bajorországban. Lakosainak száma 1026 fő (2023. december 31.).

## Népesség
A település népessége az elmúlt években az alábbi módon változott:
| Lakosok száma | 947  | 957  | 1011 | 1000 | 994  | 993  | 993  | 1013 | 1028 | 1026 |
|               | 1970 | 1975 | 2011 | 2012 | 2014 | 2015 | 2017 | 2019 | 2022 | 2023 |